# Project Loon

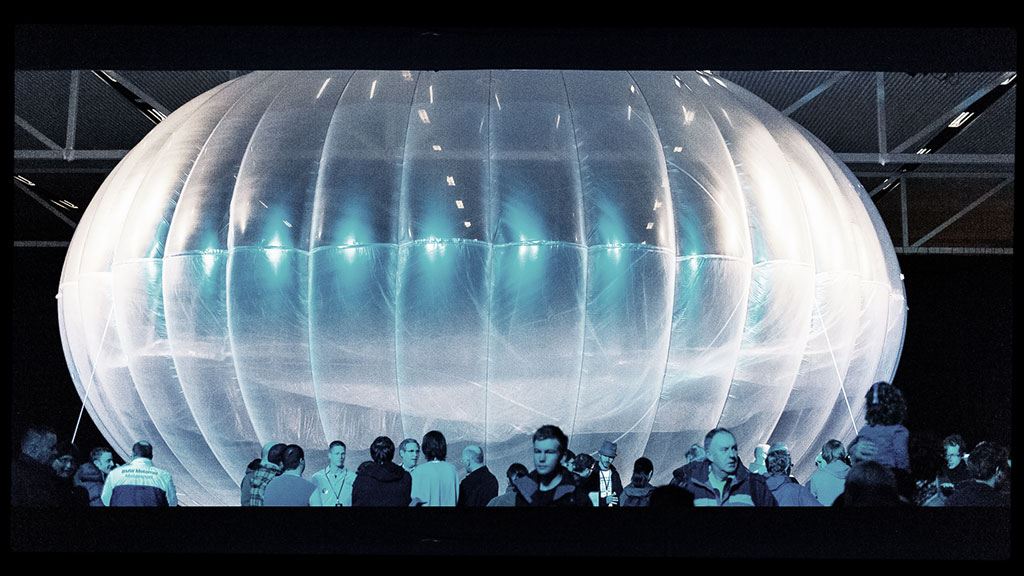
Loon Balloon close up

Loon LLC 是 Alphabet Inc. 其下子公司。Project Loon是Alphabet Inc.的一個實驗性計劃，起初由 X (前稱為Google X)負責，於2018年7月獨立成為Loon LLC。
由於Loon's balloons實際上是空中浮動手機訊號發射站，終端用戶存取互聯網的方式與使用智能手機連接到行動網際網路的方式幾乎相同，客戶不一定會知道他們已連接到Loon's balloons，只是會發現在從前不能連接互聯網的地方接收到訊號。客戶需要擁有與Loon合作行動網路業者的SIM卡,和支持LTE的智能手機。無需其他特殊設備。Loon不是互聯網服務供應商。
Project Loon 希望透過架設在離地18公里（11英里）至25公里（16英里）高度的平流層中使用高空氣球來創建速度高達4G-LTE的空中無線網絡，為發展中國家提供廉價及穩定的網路連線。Google X利用了18個月時間研究，終於2013年6月在紐西蘭進行實驗，Google其後表示希望在澳洲、智利、烏拉圭、巴拉圭及阿根廷形成一個熱氣球網路。但此項計劃卻被微軟創辦人比爾·蓋茲批評，與其資助低收入國家建設數位基地台，倒不如協助他們採取措施控制瘧疾 。
2020年7月，Loon的4G网络气球服务在肯尼亚上线。不過由於Loon成本居高不下，2021年1月22日，Loon的CEO表示，Loon會在數月內關閉，肯尼亞的服務也會在2021年3月下線。

## 氣球

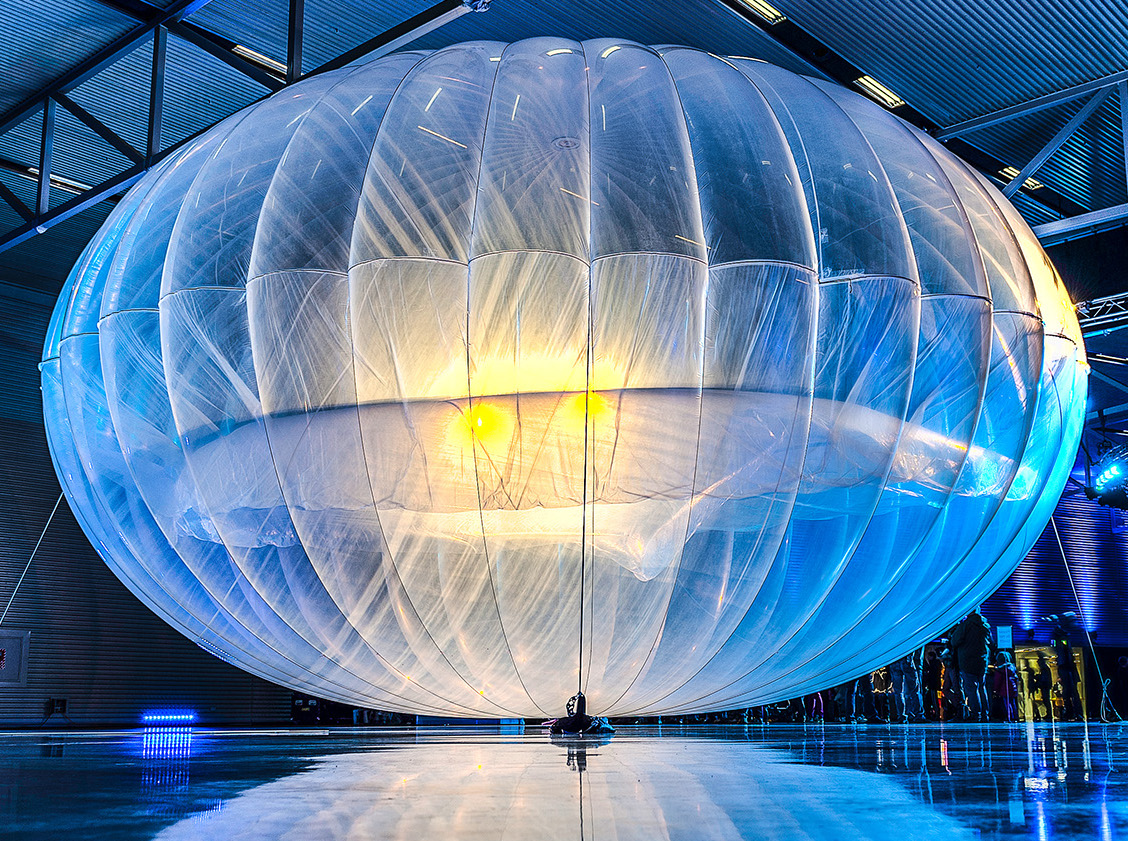
2013年6月Google Loon啟動活動的照片

每個網球場大小的氣球都是用聚乙烯製成的，可以持續使用100天以上，然後以受控的下降速度降落回地球。

## 飛行設備
1. 天線
2. 太陽能板
3. 飛行艙-裝有控制和控制Loon系統的電子設備
4. 降落傘

## 訊號接收
儘管普遍都對Loon表示歡迎，但平方千米陣（SKA）計畫的開發人員和天文學家擔心Loon使用的兩個ISM較低頻段頻段（2.4 GHz）會干擾用於SKA計畫的中頻帶頻率範圍(0.5 GHz–3 GHz)。

## 事故
- 2014年5月29日， Loon 氣球墜毀在美國華盛頓的電線上。[7]
- 2014年6月20日，當Loon氣球降落時新西蘭誤認為飛機墜毀派出直升機救援。[8]
- 2014年11月，一名南非農民在斯特賴登堡和布里茨敦之間的卡魯沙漠中發現一個墜毀的Loon氣球。
- 2015年4月23日，Loon氣球在密蘇里州布拉格市附近的一個地方墜毀。
- 2015年9月12日，Loon氣球在加利福尼亞的一處住宅前草坪墜毀。
- 2016年2月17日，Loon氣球在進行測試時在斯里蘭卡Gampola茶產區墜毀。
- 2016年4月7日，Loon氣球降落在南非誇祖魯-納塔爾省鄧迪的一個農場上。
- 2016年4月22日，Loon氣球在巴拉圭Ñeembucú省的一個地方墜毀
- 2016年8月22日，Loon氣球降落在阿根廷福爾摩沙的牧場上，約40公里。福摩薩首府西部。
- 2016年8月26日，Loon氣球升空降落在南達科他州麥迪遜的西北部。
- 2017年1月9日，Loon氣球在巴拿馬博卡斯德爾托羅省昌吉諾拉附近的錫耶奇墜毀。
- 在2017年1月8日和2017年1月10日，兩個Loon氣球降落在烏拉圭Cerro Chato東10公里和NNW, Marimaria NNW 40公里處。
- 2017年2月17日，Loon氣球在巴西的Buriti dos Montes墜毀。
- 2017年3月14日，Loon氣球在哥倫比亞托利馬的聖路易斯墜毀。
- 2017年3月19日，Loon氣球在烏拉圭的Tacuarembó墜毀。
- 2017年8月9日，Loon氣球球在秘魯Lambayeque的Olmos的一塊蘆葦叢中墜毀。
- 2017年12月30日，Loon氣球在肯尼亞梅魯縣Igembe Central的Nthambiro墜毀。[9]

## 外部連結
- 官方网站
- YouTube上的Project Loon頻道
- Wired: The Untold Story of Google's Quest to Bring the Internet Everywhere—By Balloon（页面存档备份，存于）
- The Stratosphere: High Altitude, Higher Ambitions（页面存档备份，存于）